# Caulolatilus microps
Caulolatilus microps is een straalvinnige vis uit de familie van Malacanthidae, orde baarsachtigen (Perciformes), die voorkomt in het noordwesten en het westen van de Atlantische Oceaan.

## Beschrijving
Caulolatilus microps kan maximaal 90 centimeter lang en 7000 gram zwaar worden. De hoogst geregistreerde leeftijd 15 jaar.

## Leefwijze
Caulolatilus microps is een zoutwatervis die voorkomt in subtropische wateren op een diepte van 30 tot 236 meter.
Het dieet van de vis bestaat hoofdzakelijk uit macrofauna en vis.

## Relatie tot de mens
Caulolatilus microps is voor de visserij van beperkt commercieel belang. Wel wordt er op de vis gejaagd in de hengelsport.
De soort staat niet op de Rode Lijst van de IUCN.